# 라이베리아 의회
라이베리아 의회는 라이베리아 정부의 양원제 입법부이다. 미국 의회를 모델로 한 상원과 하원으로 구성되어 있다. 세션은 몬로비아의 국회의사당 건물에서 열린다. 라이베리아 의회는 견제와 균형의 원칙에 따라 세 가지 모두가 동등하고 조정되어야 한다고 규정한 라이베리아 헌법 제3조에 따라 정부의 세 가지 기관 중 하나로 간주된다.
하원은 73석으로 구성되며, 각 카운티는 인구에 따라 의석을 할당받는다. 상원은 30명의 의원으로 구성되며, 두 명의 상원의원이 1위와 2위를 차지했으며, 각 카운티에서 대중 투표를 통해 선출된다. 하원과 상원 의석은 모두 직접 선거를 통해 채워지며, 다수 표를 얻은 후보가 경쟁 의석을 차지한다. 하원 의원의 임기는 6년, 상원 의원의 임기는 9년이며, 현직 의원은 재선에 도전할 수 있다.
유권자의 자격은 상원의원 선거와 하원의원 선거 모두 동일하다. 유권자가 되기 위한 자격은 라이베리아 시민권을 보유하고, 등록 기간 종료 시 최소 18세 이상이어야 하며, 투표 명부에 등록되어 있어야 하며, 유권자 등록 및 투표 기간 동안 해당 국가에 거주해야 한다. 하원의원이 되기 위한 자격은 라이베리아 출신으로 25세 이상이며, 상원의원이 되기 위해서는 30년이 필요하다. 정당이 후보를 선출하기 위한 요건은 지명된 의원이 해당 정당의 의원이어야 하며, 후보가 지명된 선거구에서 총 득표율의 최소 2%를 얻은 개인이어야 한다. 정당은 전체 선거구의 최소 50%에 후보자를 선출해야 하며, 최소 30%의 여성을 선출해야 한다. 어떠한 경우에도 의석이 공석이 되면 상원과 하원 모두 공석이 된 날로부터 90일 이내에 보궐선거를 실시한다.